# Вишневе (Самарівський район)
Вишневе (до 1 квітня 2016 — Фрунзе) — селище в Україні, в Перещепинській міській громаді Самарівського району Дніпропетровської області. Населення за переписом 2001 року становить 267 осіб.

## Географія
Селище Вишневе знаходиться за 2,5 км від каналу Дніпро — Донбас, на відстані 0,5 км від села Козирщина і за 1 км від міста Перещепине. Поруч проходять автомобільна дорога Т 0412 і залізниця, станція Перещепине за 1 км.